# Phoneyusa belandana
Phoneyusa belandana är en spindelart som beskrevs av Karsch 1884. Phoneyusa belandana ingår i släktet Phoneyusa och familjen fågelspindlar. Inga underarter finns listade i Catalogue of Life.